# پریدینین
پریدینین (به انگلیسی: Peridinin) با فرمول شیمیایی C۳۹H۵۰O۷ یک ترکیب شیمیایی با شناسه پاب‌کم ۵۲۸۹۱۵۵ است. که جرم مولی آن ۶۳۰٫۸۱ g/mol می‌باشد.
نوعی کاروتنوئید هستند که با اتصال به chlorophyll a در دینوفلاژله های دریایی موجود می باشند و در فوتوسنتز این موجودات نقش دارند.